# Oddworld
Oddworld ist eine fiktive Spielwelt und Namensgeber für die Computerspiel-Reihe des US-amerikanischen Spieleentwicklers Oddworld Inhabitants.

## Entwicklung
1994 gründeten die aus der Filmbranche kommenden Designer Sherry McKenna und Lorne Lanning das Studio Oddworld Inhabitants. 1997 veröffentlichte das Studio seinen ersten Titel, Oddworld: Abe’s Oddysee für die PlayStation-Konsole und Windows. Im Mittelpunkt der Handlung stand der Antiheld Abe aus dem Volk der Mudokons, der unverhofft zur Symbolfigur eines Aufstandes gegen die Unterdrückung seiner Artgenossen wird. Ziel McKennas und Lannings war es dabei, Spiele ähnlich wie im Film mit ergreifender Handlung und emotionaler Charakterentwicklung zu entwickeln. Das Spiel sollte außerdem den Auftakt zu einer als Quintology bezeichneten Oddworld-Spielereihe bilden, die in jedem Titel einen anderen Helden in den Vordergrund stellt. Der Titel erntete großes Kritikerlob und zahlreiche Auszeichnungen, das Spiel wurde 1998 unter dem Titel Oddworld: Adventures zusätzlich auf die Handheldkonsole Game Boy portiert und angepasst. Ebenfalls 1998 folgte daher der Nachfolger mit dem Titel Oddworld: Abe’s Exoddus, der von Entwickler Oddworld Inhabitants jedoch nicht zur geplanten Quintology (deutsch: Pentalogie) gezählt, sondern als „Bonustitel“ bezeichnet wurde. Auch dieser Titel wurde in einer adaptierten Fassung auf Handheldkonsole, den Game Boy Color, portiert und 2000 veröffentlicht.

Logo zu Munch’s Oddysee

Der zweite Titel der Quintology erschien 2001 unter dem Titel Oddworld: Munch’s Oddysee als exklusiver Launchtitel für die Microsoft-Konsole Xbox. Mit Munch wurde ein weiterer Protagonist eingeführt. Dieser Titel wurde 2003 auf Game Boy Advance und 2010 auf Windows-PC portiert. Munch’s Oddysee stellt den bislang letzten Titel der ursprünglich geplanten Quintology dar. 2005 folgte mit Oddworld: Strangers Vergeltung, ebenfalls für Xbox, ein weiterer Ableger und die bislang letzte Neuentwicklung. Der Titel erwies sich für Entwickler Oddworld Inhabitants als finanzieller Flop, hinzu kamen Unstimmigkeit mit dem Publishing-Partner Electronic Arts, der unter anderem die Portierung des Spiels auf die PlayStation 2 einstellte. Statt der für den Break even benötigten 1,6 Millionen Exemplaren wurden so gerade einmal 600.000 Kopien abgesetzt. Diese Erfahrungen veranlassten die Führung um Lanning, der Spielebranche den Rücken zu kehren. Der noch im April 2005 in Zusammenarbeit mit Majesco Entertainment angekündigte nächste Oddworld-Titel, Oddworld: The Brutal Ballad of Fangus Klot, wurde eingestellt, die Entwicklung weiterer Spiele aufgegeben.

Logo zu Strangers Vergeltung

Im Juli 2010 kündigte Oddworld Inhabitants eine Kooperation mit dem britischen Entwicklerstudio Just Add Water an. Just Add Waters wurde mit der Entwicklung hochauflösender HD-Fassungen der bisher veröffentlichten Oddworld-Spiele für die zu diesem Zeitpunkt aktuellen Spieleplattformen beauftragt. Nach den Auseinandersetzungen mit Electronic Arts sollten die Spiele ohne Publishing-Partner im Eigenvertrieb von Oddworld Inhabitants mit Hilfe digitaler Distribution vertrieben werden. Ziel war die Generierung ausreichender Mittel für eine Weiterentwicklung der Serie. Die erste Neuveröffentlichung folgte im Dezember 2011 mit Oddworld: Strangers Vergeltung HD, 2012 folgte Munch’s Oddysee HD. Auch die ersten Spiele wurden, vorerst unverändert, neuveröffentlicht und eine Sammlung namens Oddboxx mit allen Spielen angeboten. Abe's Oddysee und Abe’s Exoddus verkauften sich digital daraufhin bis März 2014 zusammen nochmals über eine Million Mal. Von Munch’s Oddysee HD, Strangers Vergeltung HD und der Oddboxx konnten ebenfalls rund eine Million Exemplare abgesetzt werden, wobei Strangers Vergeltung HD mit rund 600.000 Kopien die Zahlen der Erstveröffentlichung sogar überstieg. Insgesamt stieg der Absatz der gesamten Serie damit auf rund sieben Millionen verkaufte Spiele.
Bereits im Januar 2011 kündigte Lanning für Oddworld: Abe’s Oddysee an, das Spiel in einer komplett überarbeiteten Version mit neuer 3D-Grafik und Physikengine veröffentlichen zu wollen. Auf der Eurogamer Expo im September 2012 wurde das Spiel mit dem Titel Oddworld: Abe’s Oddysee - New ’n’ Tasty erstmals öffentlich präsentiert, ehe es am 22. Juli 2014 erstmals für PlayStation 4 sowie in den Folgejahren für weitere System veröffentlicht wurde.
Im Anschluss wurde ein Community-Voting abgehalten, welches über das nächste Oddworld-Spiel entscheiden solle. Die meisten Stimmen erhielt ein Remake zu Oddworld: Abe’s Exoddus, was im April 2015 erstmals angekündigt wurde. Am 14. März 2016 wurde der Name den neuen Spiels, Oddworld: Soulstorm, enthüllt. Im September 2016 wurde bekannt, dass man sich bei Oddworld: Soulstorm nun doch gegen ein Exoddus-Remake entschied und die Fortsetzung komplett neu erzählen möchte. Der erste Releasetermin 2017 wurde auf das Jahr 2018, dann auf 2019, dann auf 2020 und schließlich auf 2021 verschoben, bis es am 6. April 2021 für PlayStation 4, PlayStation 5 und PC erschien, gefolgt von Umsetzungen auf weiteren Systemen.

## Veröffentlichte Titel

### Einzeltitel
| Titel                          | Jahr | Plattform | Entwickler                                       | Publisher              | Anmerkungen                                             |
| ------------------------------ | ---- | --- | ------------------------------------------------ | ---------------------- | ------------------------------------------------------- |
| Oddworld: Abe’s Oddysee        | 1997 | PlayStation, Windows, PS3 (2008), PSP, OnLive (2012)                                                               | Oddworld Inhabitants                             | GT Interactive         | Erster Titel der Pentalogie.                            |
| Oddworld Adventures            | 1998 | Game Boy | Saffire                                          | GT Interactive         | Handheld-Umsetzung von Abe’s Oddysee.                   |
| Oddworld: Abe’s Exoddus        | 1998 | PlayStation, Windows, PS3 (2008), PSP, OnLive (2012)                                                               | Oddworld Inhabitants                             | GT Interactive         | Direktes Sequel zu Abe’s Oddysee.                       |
| Oddworld Adventures 2          | 1999 | Game Boy Color | Saffire                                          | GT Interactive         | Handheld-Umsetzung von Abe’s Exoddus.                   |
| Oddworld: Munch’s Oddysee      | 2001 | Xbox, Windows (2010 / HD, 2012), PS3 (HD, 2012), PS Vita (HD, 2012), OnLive (HD, 2012), Nintendo Switch (HD, 2020) | Oddworld Inhabitants Just Add Water (Portierung) | Microsoft Game Studios | Sequel zu Abe’s Oddysee und Abe’s Exoddus in 3D.        |
| Oddworld: Munch’s Oddysee      | 2003 | Game Boy Advance                                                                                                   | ART Co.                                          | THQ                    | Handheld-Umsetzung des gleichnamigen Spiels.            |
| Oddworld: Strangers Vergeltung | 2005 | Xbox, Windows (2010 / HD, 2011), PS3 (HD, 2011), PS Vita (HD, 2012), OnLive (HD, 2012), Nintendo Switch (HD, 2020) | Oddworld Inhabitants Just Add Water (Portierung) | Electronic Arts        | Genremix aus Action-Adventure und Ego-Shooter.          |
| Oddworld: New ’n’ Tasty!       | 2014 | PS4 (2014), Windows, Linux, Mac, PS3, Xbox One (2015), PS Vita, Wii U (2016), iOS, Android (2017), Switch (2020)   | Oddworld Inhabitants Just Add Water              | Oddworld Inhabitants   | Remake zu Abe’s Oddysee.                                |
| Oddworld: Soulstorm            | 2021 | Windows, PS4, PS5, Xbox One, Xbox Series, Switch (2022)                                                            | Oddworld Inhabitants                             | Oddworld Inhabitants   | Alternatives Sequel zu Abe’s Oddysee bzw. New ’n’ Tasty |

### Spielesammlungen
| Titel                 | Jahr | Plattform | Anmerkungen |
| --------------------- | ---- | --------- | --- |
| Oddworld: The Oddboxx | 2010 | Windows   | Paket zur digitalen Distribution, enthält Abe’s Oddysee, Abe’s Exoddus, Munch’s Oddysee und Strangers Vergeltung |

## Eingestellte Titel
- Oddworld: Munch's Exoddus
- Oddworld: SligStorm
- Oddworld: The Brutal Ballad of Fangus Klot: Im April 2005 angekündigter Nachfolgetitel zu Strangers Vergeltung, der jedoch bereits einen Monat darauf eingestellt wurde, als das Studio den Entwicklungsbetrieb einstellte.
- Oddworld: The Hand of Odd: Ein ehemals bei Just Add Waters in der Entwicklung befindliches Free-to-play Online-Echtzeit-Strategiespiel.
- Oddworld: Squeek's Oddysee: Der ursprünglich geplante dritte Teil der verworfenen Quintology.

## Weitere Referenzen
1998 veröffentlichte Oddworld Inhabitants einen knapp 15-minütigen animierten Kurzfilm mit dem Titel Oddworld: Abe’s Exoddus: The Movie. Er setzt sich aus Zwischensequenzen des Spiels Oddworld: Abe’s Exoddus und einigen speziell für den Film entworfenen Szenen zusammen. Es ist der erste Computerspiel-Film, der für die Oscar-Nominierungen eingereicht wurde. Zur Erfüllung der Voraussetzungen für die Oscar-Einreichung wurde der Film vom 27. bis zum 29. Oktober 1998 in den Laemmle Theaters in Los Angeles aufgeführt.
Das deutsche Elektropop- und Dancemusic-Projekt Music Instructor veröffentlichte am 16. November 1998 die Single Music Instructor feat. Abe – Get freaky, mit Szenen aus dem Spiel Abe’s Exoddus und einer Gesangseinlage der Figur Abe. Die Single stieg am 5. Januar 1999 auf Platz 5 der deutschen Singlecharts ein und erhielt eine Platinauszeichnung des Bundesverband Musikindustrie. Auch in Österreich und der Schweiz erreicht das Lied Chartplatzierungen.
Anlässlich der Veröffentlichung von Munch’s Oddysee wurde 2002 die Musik-Single E-Pac Feat. Jean Beauvoir – Use Yur Imagination veröffentlicht, deren Videoclip sich aus Spielszenen zusammensetzte.